# Za schastyem

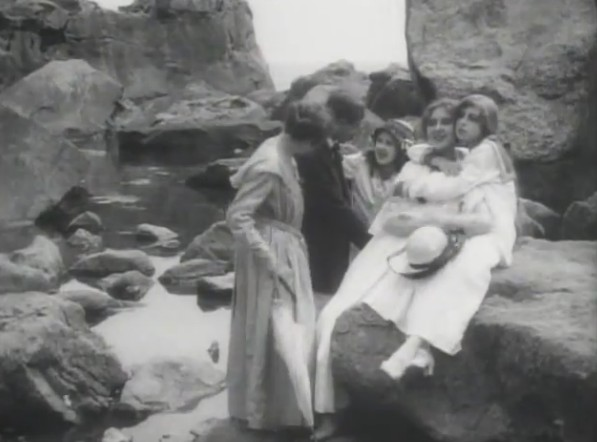
Cena do filme

Za schastyem é um filme de drama russo de 1917 dirigido por Yevgeni Bauer.

## Enredo
Zoya Verenskaya e Dmitry Gzhatsky se amam há 10 anos, mas Zoya não quer prejudicar a psique de sua filha Lee, portanto, os amantes ainda não estão juntos. Um dia, Zoya vai com a filha ao resort e aí descobre que a filha também adora Dmitry.

## Elenco
- Emma Bauer
- Tasya Borman...	Lee
- N. Dennitsyna
- Aleksandr Kheruvimov
- Lidiya Koreneva...	Zoya Verenskaya